# Caryocar glabrum
Caryocar glabrum é uma espécie de árvore da família Caryocaraceae. É nativa da América do Sul.
Podendo chegar até 50 metros de altura é encontrada em florestas de terra firme da Amazônia brasileira, no Maranhão, Mato Grosso e nos países vizinhos Peru, Colômbia, Venezuela e nas Guianas.
O seu tronco possui sapopemas de forma arredondadas com até 50 cm de altura que podem formar raizes superficiais lenhosas. Sua casca é escamosa mas sem estrias com espessura entre 1,2 a 1,5 cm de coloração castanho-vermelhada. A madeira é branca.

## Compostos químicos
Glucosídeos de di-hidroisocumarina podem ser encontrado em C. glabrum.

## Sinônimos Relevantes
Caryocar coccineum Pilg.
Pekea ternata Poir.
Rhizobolus glaber (Aubl.) Corrêa ex Steud.
Rhizobolus saouvari Corrêa
Rhizobolus souari Steud.